# SN 2009iw
SN 2009iw – supernowa typu Ia odkryta 15 września 2009 roku w galaktyce IC2160. W momencie odkrycia miała maksymalną jasność 15,00m.